# Burkus Valéria
Burkus Valéria (Antalfalva, 1917. május 2. – Szabadka, 2006. május 25.) író, költő, műfordító.

## Élete
Szülei Bojin Trandafir és Anna. Az általános iskolát Antalfalván és Torontálvásárhelyen fejezte. A nagybecskereki kereskedelmi szakközépiskola befejezését követően tisztségviselőként dolgozott. 1951-ben Szabadkára költözött, ahol a Hét Nap munkatársaként a Jó Pajtás című gyermekrovatot és az Otthon című családi rovatot szerkesztette. 1980-ban nyugdíjba vonult.
Első verseskötete, az Elkésett nyár 1963-ban jelent meg. Mese- és ifjúsági könyvek szerzője, életrajzi művet jelentetett meg Ferenczi Ibolya szabadkai színművésznőről. Több önéletrajzi műve is megjelent. Szinte élete utolsó pillanatáig dolgozott, valódi szenvedélye volt az írás, őszinte érdeklődéssel tudott az emberek felé fordulni, mindig érdekelte a kisember sorsa.

## Főbb művei
- Elkésett nyár (1963)
- Mesélek a zöld disznóról (1967)
- Ibolya (életrajz Ferenczi Ibolyáról, 1970)
- Irány a tenger (ifjúsági regény, 1973)[2]
- Dr. Milan Bikar (életrajz, 1972)
- Magamon átszűrve (1981), Sećam te se Banjico (szerb-horvát fordítás, 1986)
- Én, a dolgozó háziasszony (receptek, tanácsok, 1996, 1998)
- Fekete kanári (ifjúsági regény, 1997)
- Muksi mesék (1997)
- Mesék szárnyán (1997, 1999)
- Nudista lelkek (életrajzi regény, 2001)
- Toni titka, Furkósbot ki az üvegből (ifjúsági sci-fi, 2001)
- Megunt játékok szigete (meseregény, 2001)
- Befordultam a konyhába (régi receptek, 2002)
- Gondolkoztam, tehát voltam (életrajzi regény, 2002)
- Magunkról. Beszélgetések (válogatás, 2003)
- Poleti sa nama. Ostrvo zaboravljenih igračka (mesék, fordítás, 2003)
- Létujjongás; Grafoprodukt, Subotica, 2005
- Az én telefonkönyvem. Nagyon elfogult emlékeim; Hét Nap, Szabadka, 2006

## Díjai
- Pro Urbe-díj Szabadka